# Energienutzungsplan

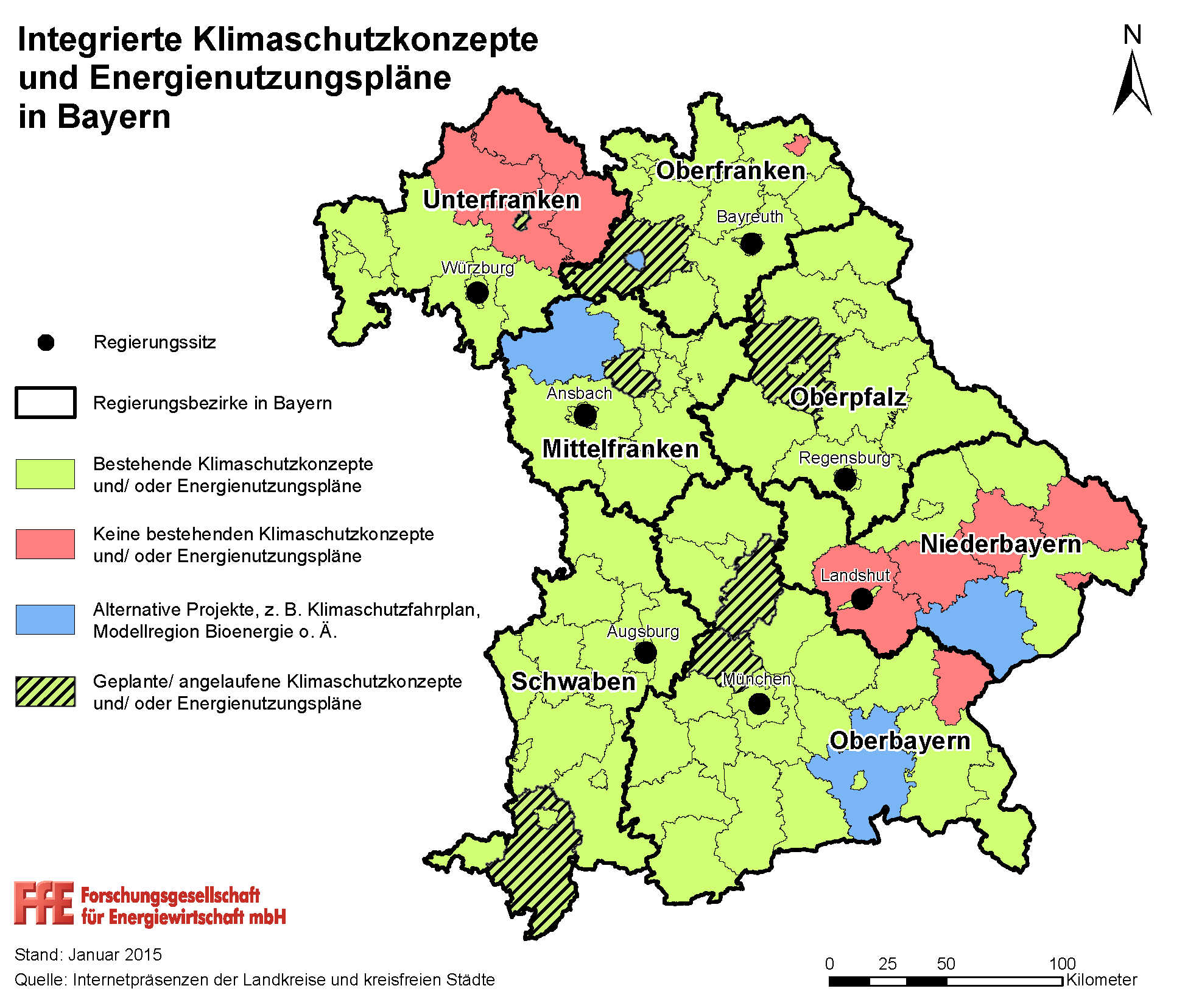
Verbreitung von Energiekonzepten in Bayern Stand Januar 2015

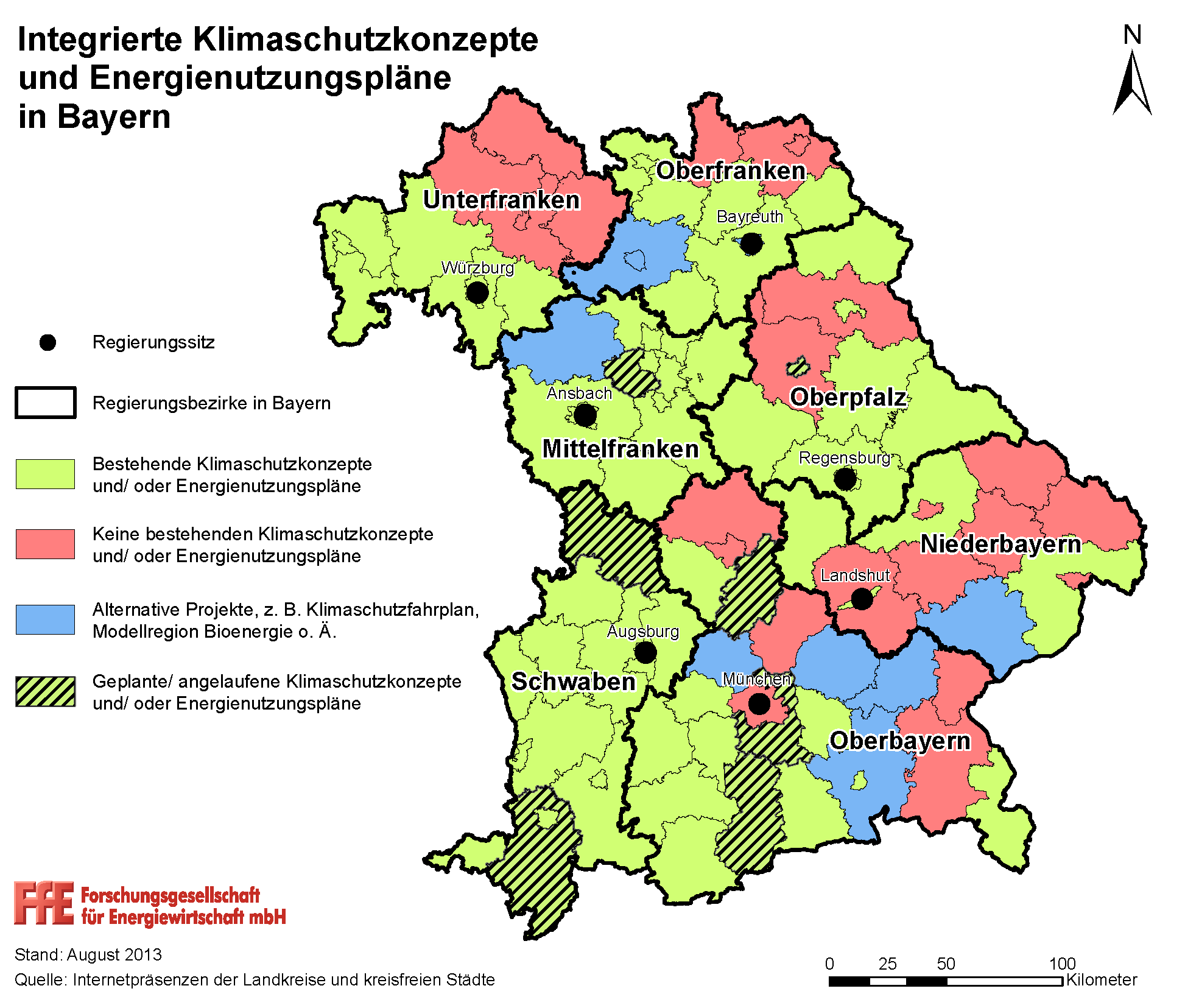
Verbreitung von Energiekonzepten in Bayern Stand August 2013

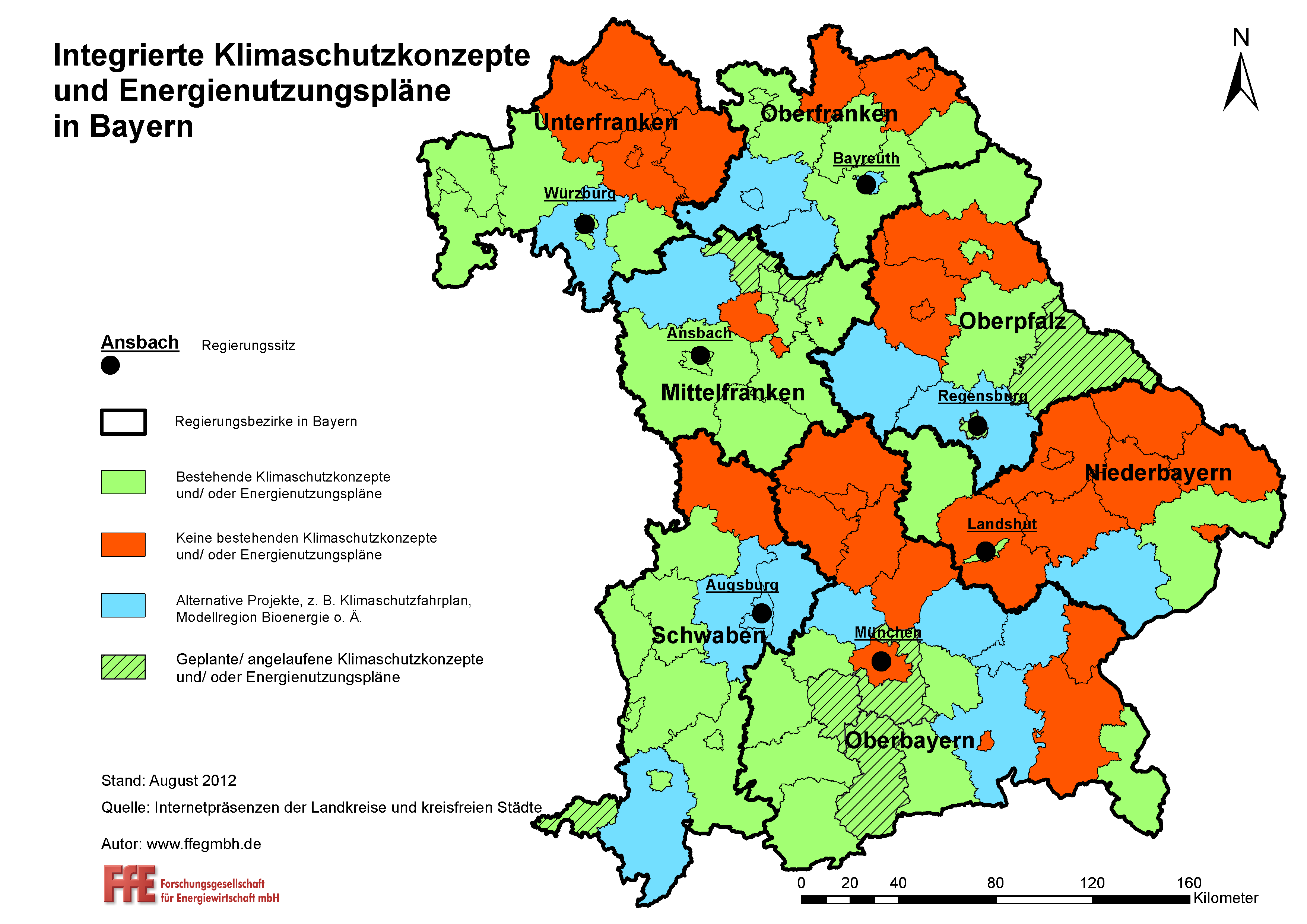
Verteilung von Energienutzungsplänen in Bayern 2012

Ein Energienutzungsplan (ENP) ist ein informelles kommunales Planungsinstrument zum Fachthema Energie für Gemeinden und Städte in Bayern. Vergleichbar mit dem Grundgedanken des Flächennutzungsplans bildet der ENP die energetische Bestandssituation in einer Kommune ab und zeigt zugleich konkret die potenziellen Standorte für die Projektierung erneuerbarer Energieanlagen auf. Die Standorte werden unter anderem mithilfe eines Geoinformationssystems ermittelt. Der ENP bildet damit die Basis, um Maßnahmen zur Energieeinsparung, Energieeffizienz und zur Umstellung auf erneuerbare Energien zu koordinieren und synergetisch aufeinander abzustimmen. Er liefert somit eine umsetzungskoordinierte Bedienungsanleitung für die lokale Energiewende.

## Zielsetzung eines Energienutzungsplans
Ein Energienutzungsplan wird mit dem Ziel erstellt, eine möglichst verbrauchsarme, auf erneuerbare Energien gestützte, intelligente Stromversorgung im Untersuchungsgebiet zu installieren. Es sollen daher ganzheitliche Energiekonzepte erstellt werden, welche die Kommune (Stadt, Gemeinde oder Landkreis) unabhängig vom Import fossiler Energieträger werden lassen und die eigenständige Versorgung durch erneuerbare Energie sicherstellen. Die Umsetzung der Maßnahmen bringt durch Investitionen, Erlöse und Gewerbesteuereinnahmen einen beträchtlichen Impuls für die regionale Wertschöpfung.

## Aufbau eines Energienutzungsplans
Inhaltlich gliedert sich der Energienutzungsplan in drei übergeordnete Projektphasen:
1. Bestands- und Potenzialanalyse
2. Konzeptentwicklung und Maßnahmenkatalog
3. Umsetzung der Maßnahmen[1]

### Bestands- und Potenzialanalyse
Ziel des ersten Arbeitsschrittes ist es, energiebezogene Datengrundlagen in ihrer räumlichen Verteilung zu sammeln und aufzubereiten. Dazu gehören der ortsbezogene Energiebedarf aller Gebäude, soweit vorhanden oder ermittelbar, sowie der daraus resultierende Gesamtstromverbrauch einer Gemeinde. Weiterhin bedarf es einer Analyse der Energieinfrastruktur, die nach bestehenden Wärme- und Stromnetzen sowie -erzeugern differenziert. Letztlich werden die Energiepotenziale für erneuerbare Energien in allen Bereichen rechnerisch ermittelt.
Gegenstand der Bestands- und Potenzialanalyse sind die Sektoren Haushalte, GHD (Gewerbe, Handel, Dienstleistungen), Industrie und Verkehr.

### Konzeptentwicklung und Maßnahmenkatalog
Im Rahmen der Konzeptentwicklung wird aufgrund der Bestands- und Potenzialanalyse zunächst eine Unterscheidung nach der Wärmeversorgung durch Wärmenetze oder Einzellösungen getroffen. In einem zweiten Schritt werden Handlungsbedarf und Handlungsoptionen in bestimmten Gebieten identifiziert und eingestuft. Darauf aufbauend werden Energiekonzepte für jede Gemeinde erstellt und vorhandene Energiepotenziale ausgewiesen. Schließlich entsteht aus den Energiekonzepten ein Energienutzungsplan mit Gebieten unterschiedlicher Handlungspriorität.
Bei der gesamten Konzeptentwicklung muss unter den Bereichen Ökologie, Wirtschaftlichkeit, Versorgungssicherheit und regionale Wertschöpfung abgewogen werden und ein bestmögliches Ergebnis unter Beteiligung aller Akteure, wie Energieversorger und Bürger, getroffen werden.
Weitere Themen in der Konzeptentwicklung sind Energieeinsparungen auf Seiten des Verbrauchers, eine effiziente Energieversorgung oder effizientere Energieversorgungsanlagen wie z. B. Kraft-Wärme-Kopplungs-Anlagen (KWK).

### Umsetzung der Maßnahmen
Mit dem Beschluss des Energienutzungsplans durch ein entsprechendes kommunales Gremium, wie z. B. dem Gemeinderat, wird der ENP rechtskräftig. Die Umsetzung der im ENP genannten und so im Gemeinderat beschlossenen Maßnahmen kann mit Hilfe einer Kombination von Planungsinstrumenten wie der Bauleitplanung, dem Bebauungsplan, dem Flächennutzungsplan, einem städtebaulichen Vertrag oder beispielsweise einem privatrechtlichen Vertrag festgelegt werden.

## Fördertatbestände
Fördernde Institutionen des ENP sind:
- die Oberste Baubehörde im Bayerischen Staatsministerium des Innern,
- das Bayerische Staatsministerium für Wirtschaft, Infrastruktur, Verkehr und Technologie sowie
- das Bayerische Staatsministerium für Umwelt und Gesundheit.[3]

Antragsberechtigt im Sinne des Förderprogramms BayINVENT sind Gemeinden, Landkreise, Bezirke, kommunale Körperschaften und Eigenbetriebe, Träger kirchlicher oder anderer gemeinnützigen Einrichtungen in Bayern ohne wirtschaftliche Tätigkeit sowie Unternehmen mit Sitz oder Niederlassung in Bayern.
Die Art und Höhe der Förderung richtet sich nach den verfügbaren Haushaltsmitteln und beträgt je nach Bewilligungsentscheidung
- bis zu 70 % bei kommunalen Gebietskörperschaften und Trägern anderer gemeinnütziger Einrichtungen ohne wirtschaftliche Tätigkeit und
- bis zu 40 % bei wirtschaftlichen Antragstellern

in Form eines einmaligen Zuschusses als Anteilsfinanzierung (Stand: Sept. 2012).

## Datenbasis und Arbeitsmedium
Die Datenbasis zur Erstellung eines ENP bilden anfangs orts- bzw. adressbezogene Strom- und Wärmeverbrauchsdaten. Für die genauere Analyse und Darstellung des Untersuchungsgebietes werden schließlich Digitale Flurkarten (DFK), Luftbilder, Flächennutzungspläne, Bebauungspläne sowie Listen von kommunalen Liegenschaften und weiteren öffentlichen Einrichtungen, Aufstellungen gewerblicher und industrieller Betriebe verwendet. Meist werden die Daten von den Auftraggebern (Gemeinden, Landkreisen etc.) oder Ämtern auf Landes- oder Bundesebene selbst geliefert. Eine Befahrung bzw. Begehung vor Ort ist zusätzlich zu diesen Planungsgrundlagen hilfreich.
Zur Darstellung und Analyse von energierelevanten Daten werden während der gesamten Projektphase Geoinformationssysteme verwendet. Die Ergebniskarten können später auch dazu dienen, vorhandene WebGIS-Anwendungen einer Kommune mit den im Energienutzungsplan erstellten Ergebnissen zu vervollständigen oder auch für weitere Maßnahmen zu nutzen.

## Kommunen mit Energienutzungsplan (Beispiele)
- Stadt Nürnberg
- Landkreis Cham
- Landkreis Donau-Ries
- Gemeinde Oberschleißheim
- Gemeinde Pettendorf
- Gemeinde Markt Wallerstein